# Justicia pacifica
Justicia pacifica là một loài thực vật có hoa trong họ Ô rô. Loài này được (Nees) Hemsl. mô tả khoa học đầu tiên năm 1882.